# Белоцерковец, Дмитрий Александрович
Дмитрий Александрович Белоцерковец (укр. Білоцерковець Дмитро Олександрович; род. 21 февраля 1986, Севастополь) — украинский политический и государственный деятель, народный депутат Украины, Глава территориальной организации Партии БПП «Солидарность» в г. Киеве. советника городского головы Киева по вопросам благоустройства.

## Биография
В 2003 году закончил севастопольскую общеобразовательную школу № 3. В 2007 году окончил Европейский университет по специальности «Менеджмент». Кандидат в мастера спорта по лёгкой атлетике на 400, 800 и 1500 метров, многократный победитель чемпионатов и кубков Крыма, победитель Всеукраинских студенческих игр. После университета активно занялся политической деятельностью. В 2007 году возглавил исполком общественной организации "Общественное движение «Севастополь без коррупции». Баллотировался на довыборах в Севастопольский горсовет от общественной организации «За справедливый Севастополь» в одномандатном мажоритарном избирательном округе № 19. Является организатором многочисленных проукраинских акций в Севастополе. За активную поддержку Евромайдана 7 февраля 2014 года в Севастополе неизвестные сожгли Дмитрию Белоцерковец автомобиль. К слову, остатки обгоревшего авто Белоцерковец презентовал тогдашнему главе администрации города Владимиру Яцубе.
2009—2012 директор ООО «Виаду к-Р».
2013—2014 помощник-консультант народного депутата Украины.
2014—2016 глава департамента благоустройства и сохранения природной среды города Киева.
1 февраля 2016 года на съезде Партии БПП «Солидарность» был избран главой столичной организации партии.
29 марта 2016 года принял присягу народного депутата Украины.
25 декабря 2018 года включён в санкционный список России.

## Деятельность на должности главы департамента благоустройства Киева
Основным заданием Дмитрия Белоцерковец на должности главы департамента благоустройства был демонтаж незаконных МАФов, ограничение торговли спиртными напитками в МАФах, в частности с помощью временных ограничений. За период его руководства на должности главы департамента в столице было демонтировано около двух тысяч незаконных киосков и остановлено порядка 50 незаконных строек. Начата реформа по благоустройству столичных пляжей, а именно упорядочение сезонной торговли, адаптация пляжей для инвалидов.

## Деятельность народного депутата Украины
- Член группы по межпарламентским связям с Республикой Польша
- Член группы по межпарламентским связям с Латвийской Республикой
- Член группы по межпарламентским связям с Федеративной Республикой Германия
- Член группы по межпарламентским связям с Соединёнными Штатами Америки
- Член группы по межпарламентским связям с Соединённым Королевством Великобритании и Северной Ирландии
- Член группы по межпарламентским связям с Итальянской Республикой

## Общественная деятельность
В феврале 2016 года Дмитрий Белоцерковец инициировал создание крымскотатарского класса в Киеве, для детей вынужденных переселенцев из Крыма. Открытие класса намечено на 1 сентября 2016 года. Также с февраля 2016 года Белоцерковец запустил программу по развитию спорта в столице. В каждом районе города для детей 9-11 классов проводятся открытые уроки по кроссфиту.